# Ausgebombt
Ausgebombt – singiel (czasem określany jako Extended Play) niemieckiego zespołu thrashmetalowego Sodom. Wydawnictwo ukazało się 1 września 1989 roku nakładem wytwórni muzycznej Steamhammer/SPV. Większość nagrań odbyła się w trakcie nagrywania albumu Agent Orange między marcem a kwietniem 1989 w Musiclab Studios.
Na owym singlu pojawia się utwór "Ausgebombt" z albumu Agent Orange, jednak w języku niemieckim. Wydawnictwo zawiera także cover zespołu Tank pod tytułem "Don't Walk Away" oraz wersję koncertową utworu "Incest", która nagrana została 10 czerwca 1989 w Eissporthalle w Braunschweig.

## Lista utworów
Opracowano na podstawie materiału źródłowego.
Strona A
1. "Ausgebombt (German version)" – 3:07

Strona B
2. "Don't Walk Away (Tank cover) – 3:00
3. "Incest (Live)" – 4:28

## Twórcy
Opracowano na podstawie materiału źródłowego.
| - Tom Angelripper – wokal, śpiew - Frank Blackfire – gitara - Chris Witchhunter – perkusja | - Dr. Bela – wokal (utwór 1) - Harris Johns – produkcja, inżynieria dźwięku, miksowanie (utwory 1 i 2) - Angelo Plate – miksowanie (utwór 3) |